# Orakel von Olympia

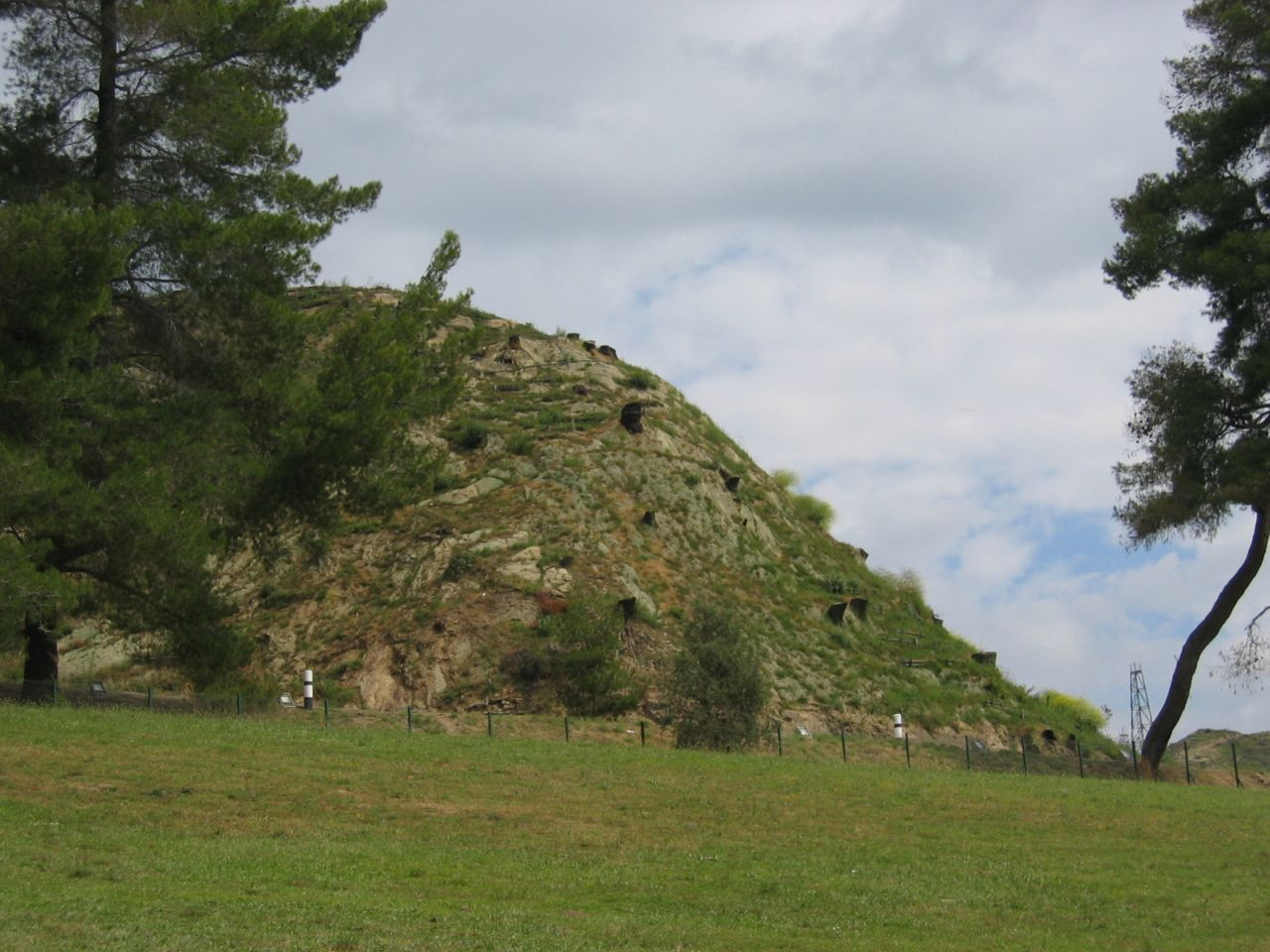
Der Kronoshügel in Olympia

Das Orakel von Olympia war ein antikes Orakel in Olympia, das Zeus Olympios, dem höchsten der olympischen Götter, gewidmet war. Es befand sich an einer Erdspalte am Fuß des Kronoshügels. Die Seher des Orakels wurden vor allem in Fragen des Krieges befragt, da Zeus als Lenker der Kriege galt.

## Geschichte
In der antiken Literatur wird das Orakel nur beiläufig erwähnt, nur Pindar und Strabon nennen es als wesentlichen Bestandteil des Kults in Olympia. Pindar beschreibt in seinen Olympischen Oden die mythische Herkunft des ersten Orakelpriesters Iamos und die Einrichtung des Orakels am Aschealtar des Zeus auf Geheiß von Iamos' Vater Apollon. Strabon berichtet, dass das Heiligtum Olympia seine Bekanntheit ursprünglich dem Orakel zu verdanken habe und erst später durch die Olympischen Spiele berühmt wurde.

## Orakeldienst
Der Orakeldienst wurde nach Pindar vom Geschlecht der Iamidai ausgeführt, die als Abkommen des Iamos galten. Inschriftlich sind als Sehergeschlecht die Nachkommen des Klytios, die Klytiadai, bezeugt, sodass Cicero zu der Annahme gelangen konnte, beide Geschlechter würden den Orakeldienst gemeinsam verrichten. Herodot nennt neben den Iamidai das Geschlecht der Telliadai, während Flavius Philostratos drei Geschlechter annimmt.
Der einzige überlieferte Bericht eines Orakeldienstes in Olympia selbst stammt aus dem frühen 4. Jahrhundert von Xenophon, der eine Befragung des spartanischen Königs Agesilaos schildert. Agesilaos habe sich versichern wollen, ob er einen angebotenen Waffenstillstand der Argiver ablehnen könne und erhielt als Antwort, dass dies statthaft sei. Bevor er seine Truppen angreifen ließ, befragte er zur Absicherung das Orakel von Delphi, wo er die gleiche Antwort bekam.
Als Grund für die seltene Erwähnung in der antiken Literatur wird die Besonderheit des Orakels angenommen, dass der Orakeldienst losgelöst vom Orakelort verrichtet werden konnte. Die olympischen Seher zogen mit den Feldherren auf das Schlachtfeld, wo sie den Zeitpunkt des Angriffs bestimmten oder Ratschläge zu taktischen Manövern erteilten. Nach den historisch nur eingeschränkt zuverlässigen Berichten Herodots waren die olympischen Seher in der ersten Hälfte des 1. Jahrtausends nahezu überall anwesend, wo Griechen eine Schlacht schlugen, als historisch gesichert gilt ihre Anwesenheit unter anderem auf Seiten der Athener in der Schlacht von Plataiai 479 v. Chr. oder auf Seiten der Spartaner in der Schlacht bei Aigospotamoi 405 v. Chr.

## Weihegaben

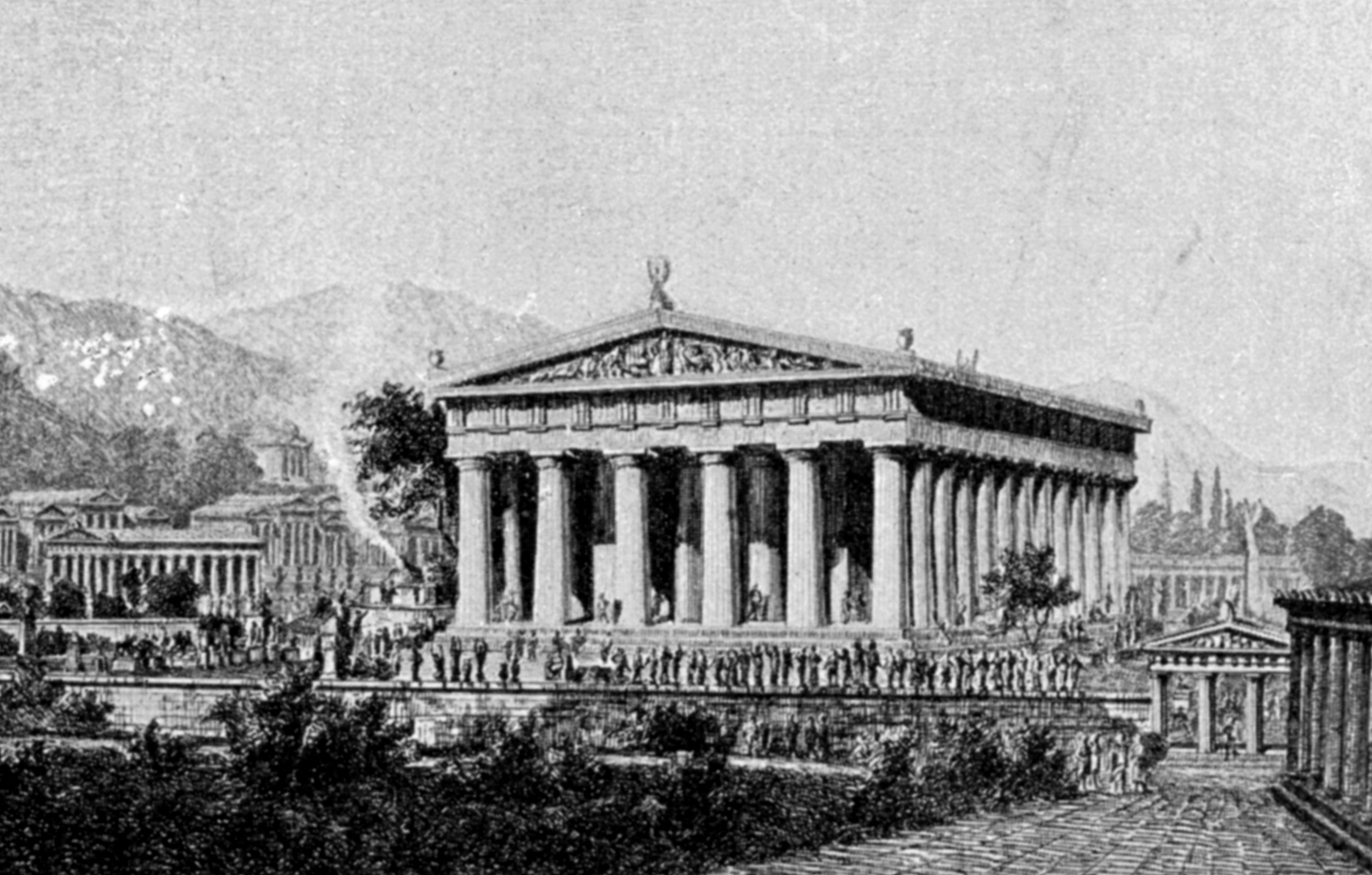
Zeustempel von Olympia (Rekonstruktion um 1900)

Im Zeustempel fanden sich zahlreiche inschriftlich an Zeus gerichtete Votivgaben aus der Zeit vom 8. bis zum 5. Jhdt. v. Chr., die meist aus erbeuteten Waffen und Rüstungen bestehen und als Tropaia aufgestellt wurden. Daneben wurden zum Dank für den erfolgreichen Kriegsverlauf Statuen des Zeus oder der Nike gestiftet, auch der Tempel selbst sowie die darin befindliche Zeusstatue des Phidias stammten laut den Fremdenführern, denen Pausanias folgte, aus der Beute eines Krieges, den die Eleer gegen Pisa geführt haben sollen. Pausanias berichtet zudem von zahlreichen weiteren Stiftungen abseits des Zeustempels, darunter neben mehreren Statuen von verschiedenen Poleis auch Bauwerke wie das von den Makedonen gestiftete Philippeion oder die Schatzhäuser am Nordrand der Altis.